# Haematoxylum
Genre
Classification phylogénétique

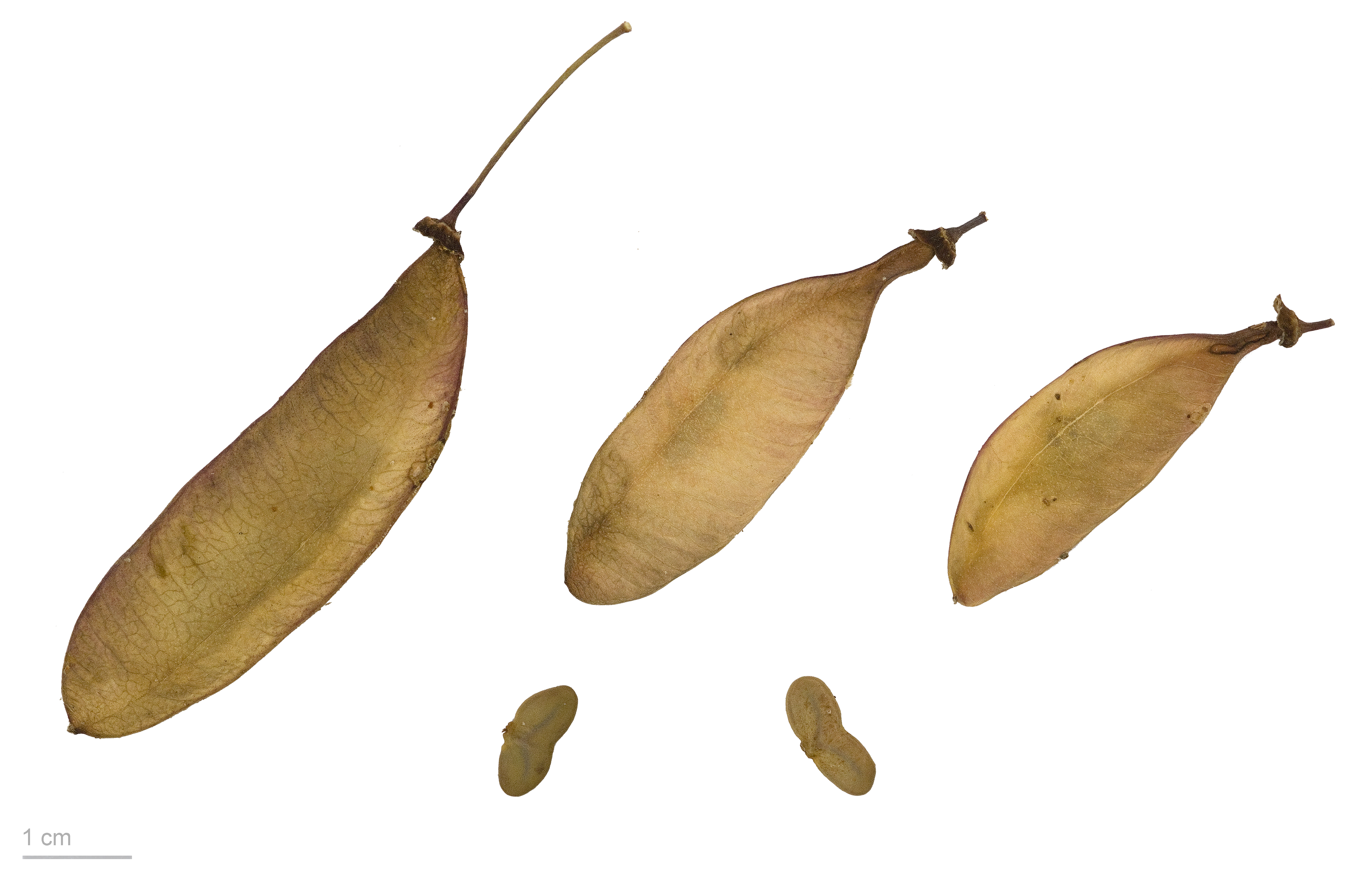
Haematoxylum brasiletto au Muséum de Toulouse.

Haematoxylum est un genre de plantes à fleurs de la famille des Fabaceae et composé de plusieurs espèces d'arbres dont :
- Haematoxylum brasiletto H.Karst.
- Haematoxylum campechianum L. - Campêche